# Joanna Siedlecka
Joanna Siedlecka (ur. 24 lutego 1949 w Białymstoku) – polska eseistka, reportażystka.

## Życiorys
Absolwentka Uniwersytetu Warszawskiego: Wydziału Psychologii i Pedagogiki w 1972 i Wydziału Dziennikarstwa w 1974. Debiutowała w 1971 na łamach prasy studenckiej, w latach 1975–1981 była etatowym pracownikiem redakcji tygodnika studenckiego „itd”, następnie tygodnika „Kultura”. Współpracowała m.in. z Ryszardem Kapuścińskim (którego była studentką), Teresą Torańską i Barbarą Łopieńską. Po zawieszeniu wydawania „Kultury” i negatywnej weryfikacji po 13 grudnia 1981 zajęła się wyłącznie eseistyką.
Od 2000 była wykładowcą w Wyższej Szkole Dziennikarskiej im. Melchiora Wańkowicza w Warszawie.
Członkini Stowarzyszenia Pisarzy Polskich i Stowarzyszenia Wolnego Słowa.
Jest laureatką nagród; Klubu Publicystyki Polityczno-Społecznej SDP (1980), Warszawskiej Premiery Literackiej (1987), Redakcji „Życia Literackiego” (1987), nagrody im. Ksawerego Pruszyńskiego (1976), nagrody im. Leszka Proroka (2000), nagrody Specjalnej Ministra Kultury i Dziedzictwa Narodowego (2007). W 2016 została uhonorowana Nagrodą Literacką im. Józefa Mackiewicza, w 2021 laureatką Nagrody Mediów Publicznych w kategorii „Słowo”, a w 2023 wyróżnienia specjalnego Giganci Kultury 2023.

„Joanna Siedlecka należy do – używając terminologii sportowej – ścisłej czołówki polskiego reportażu literackiego. Od początku zwraca uwagę jedno: rozwinięty słuch autorki, jej wrażliwość na słowo, na język. Drugą cechą jej pisarstwa jest pasja skupiona na walce z czasem, z przemijaniem, z zapomnieniem. Jest mistrzynią portretu psychologicznego, wrażliwym i przejętym malarzem nastroju, klimatu, atmosfery, naszych wewnętrznych stanów i usposobień”.

## Wybrana twórczość

### Zbiory reportaży
- Stypa (1981)
- Poprawiny (1984)
- Parszywa sytuacja (1984)
- Jaworowe dzieci (1988)[6]

### Biografie
- Jaśnie-panicz (1987, ISBN 83-08-01587-5, o Witoldzie Gombrowiczu)
- Mahatma Witkac (1992, ISBN 83-900182-2-5, o Witkacym)
- Czarny ptasior (1994, ISBN 83-85458-04-2 „Cis”); nr ISBN 83-85893-03-2 („Marabut”), ISBN 978-83-7700-021-2, 2011 Wydawnictwo Czerwone i Czarne (o Jerzym Kosińskim)
- Wypominki (1996, ISBN 83-86788-14-3, zbiór wspomnień o polskich pisarzach)
- Wypominków ciąg dalszy (1999, ISBN 83-207-1637-3)
- Pan od poezji (2002, ISBN 83-7337-175-3, o Zbigniewie Herbercie) – nominacja do Nagrody Literackiej Nike 2003[7]
- Obława. Losy pisarzy represjonowanych (2005, ISBN 83-7337-943-6)
- Kryptonim „Liryka”. Bezpieka wobec literatów (2008, ISBN 978-83-7469-795-8)
- Biografie odtajnione (2015) – Nagroda Literacka im. Józefa Mackiewicza 2016[8]